# Tilia mandshurica
Tilia mandshurica, es un árbol perteneciente a la familia de las malváceas. Es originaria de Asia.

## Descripción
Es un árbol que alcanza un tamaño de 20 m de altura, y 0,5 (-0,7) m de diámetro. La corteza gris oscuro, fisurada longitudinalmente cuando es vieja; ramillas de color gris-blanco tomentoso estrellado cuando son jóvenes;  yemas tomentosas. Pecíolo robusto, de 2-5 cm, estrellado tomentosas, glabrescentes; limbo ovado-orbicular, 8-10 × 7-9 cm, tomentoso estrellado envés densamente gris, adaxialmente glabras, venas laterales 5-7 pares, base oblicuamente cordadas o truncadas, margen dentado, con dientes triangulares, de 1.5-5 mm, con o sin aristas, de 4-7 mm aparte, ápice agudo. La inflorescencia en cimas con 6-12 (-20) flores, 6-9 cm; pedúnculo peludo. Brácteas estrechamente oblongas u oblanceoladas estrecho, 5-9 × 1-2.4 cm, adnado hacia el pedúnculo de 1.3 a 1.2 de la longitud, abaxialmente estrellado puberulentos, adaxialmente glabro, base obtusa, ápice redondeado; tallo 4-5 mm. Pedicelo de 4-6 mm y peludo. Sépalos de 5 mm, abaxialmente estrellado puberulentos, sedoso, adaxialmente vellosidades. Pétalos de 7-8 mm. Fruto globoso, ovoide o obovoide, de  7-9 mm, a veces tuberculados; epicarpio leñoso, indehiscente. Tiene un número de cromosomas de n = 82.

## Distribución y hábitat
Se encuentra en Hebei, Heilongjiang, Jiangsu, Jilin, Liaoning, Mongolia Interior, Shandong, Japón, Corea, Rusia (Siberia).

## Taxonomía
Tilia mandshurica fue descrita por Rupr. & Maxim.  y publicado en Bulletin de la Classe Physico-Mathématique de l'Académie Impériale des Sciences de Saint-Pétersbourg 15: 124. 1856.
Etimología
Tilia: nombre genérico que deriva del griego: ptilon = (ala), por las características brácteas foliares que facilita la propagación por el viento de las semillas.
mandshurica: epíteto
Sinonimia
var. mandshurica
- Tilia pekingensis Rupr. ex Maxim.

var. megaphylla (Nakai) Liou et Li
- Tilia megaphylla Nakai

var. ovalis (Nakai) Liou & Li
- Tilia ovalis Nakai	[3]